# キンブンド語
キンブンド語（キンブンドご、Kimbundu、Mbundu）は、バントゥー語群に属する言語である。話者はアンゴラに広範囲に広がっており、とりわけアンゴラ北西部に多く、特にマランジェ州に多い。アンゴラにおける話者数はムブンドゥ語に次いで多い。キンブンドゥ語とも表記する。